# Gardelegen
Gardelegen er en Hansestad i Altmarkkreis Salzwedel i den nordlige del af den tyske delstat Sachsen-Anhalt.
Byen ligger i den sydvestlige del af Altmark mellem Berlin og Hannover, nord for Magdeburg.

## Bydele
Til Gardelegen hører bydelene:
- Ipse
- Isenschnibbe
- Lindenthal
- Weteritz
- Zienau
- Ziepel
- Berge/Ackendorf/Laatzke

## Historie
- 1190 Ældste dokumenterede beskrivelse af Gardelegen som Heinricus comes de Gardelege i et dokument fra Henrik 6.
- 1196 Omtale af Gardelegen som Borg festplads.
- 1353 Gardelegen bliver medlem af Altmärkischen Städtebund.
- 1358 Gardelegen bliver Hansestad.
- 1553 Byggeriet af byens befæstning afsluttes med portene Magdeburger, Stendaler og Salzwedeler Tor
- 1715 Gardelegen bliver brandenburgsk-preussisk garnisonsby.
- 1816 Landkreis Gardelegen med 144 landsbyer oprettes
- 1945 Bombenangreb på Gardelegen med 52 dræbte, ødelæggelse af Nicolaikirche og andre bygninger (15. marts 1945)
- 1945 Drab på 1.016 KZ-fanger i Isenschnibber Feldscheune (13. april 1945)
- 1952 Gardelegen bliver Kreisstadt i Bezirk Magdeburg.
- 1958 I nærheden af Gardelegen nedskyder Sowjetisk luftforsvar en amerikansk Düsenmaschine des Typs RB 66, som var mistænkt for spionage. [1]
- 1994 Gardelegen mister Kreisstadtstatus og bliver 1. Juli 1994 kreisangehörige by i Altmarkkreis Salzwedel.
- 2007 Gardelegen kalder sig Hansestad Gardelegen.